# 长柄杂色杜鹃
长柄杂色杜鹃（学名：Rhododendron eclecteum var. bellatulum）为杜鹃花科杜鹃花属下的一个变种。

## 扩展阅读
- 維基物種上的相關：长柄杂色杜鹃